# Вагабунда чорноголова
Вагабунда чорноголова (Crypsirina cucullata) — вид горобцеподібних птахів родини воронових (Corvidae).

## Поширення
Вид є ендеміком сухої зони центральної М'янми у долинах річок Іраваді та Сіттанг. Мешкає в сухих диптерокарпних лісах, сухих колючих чагарниках, вторинних заростях і на краю сільськогосподарських угідь у низинах до 1000 м.

## Опис
Це міцні, але стрункі на вигляд птахи з округлою головою з великим міцним і злегка загнутим донизу дзьобом, загостреними пальчастими крилами, сильними ногами та довгим хвостом (у півтора рази більше тіла) з характерним розширеним заокругленим кінчиком. Довжина тіла 29-31 см, вага 130—135 г. Оперення попелясто-сіре на потилиці, шиї, грудях, крилах (за винятком чорних кінчиків) і на спині, світліше, але залишається сірим на грудях і животі. Хвіст чорний (з бічними пір'ям білою і сіро-білою нижньою поверхнею), і такого ж кольору також голова. Дзьоб і ноги чорнувато-сталевого кольору, а очі білувато-сірі.

## Спосіб життя
Живуть парами і пересуваються в основному між гілками дерев і кущів, практично ніколи не спускаючись на землю. Всеїдний птах. Раціон складається з комах (крилатих термітів, великих коників і богомолів), а також з ягід і фруктів.